# Метан

Молекула метану

Мета́н (англ. methane, нім. Methan n) — найпростіша органічна сполука вуглецю з воднем, природний безбарвний газ без запаху, хімічна формула — CH4.
Метан є основною складовою природного газу. Крім того, він міститься в кам'яновугільних пластах — під час їхньої розробки утворюються вибухонебезпечні суміші метану з повітрям, так званий «рудниковий газ».
Зустрічається в осадовому чохлі земної кори у вигляді вільних скупчень (покладів), в розчиненому (в нафті, пластових і поверхневих водах), розсіяному, сорбованому (породами і органічною речовиною) і твердому (газогідратному) станах.
При використанні в побуті, до метану звичайно додають одоранти зі специфічним «запахом газу».

## Поширення у природі
Метан є основним компонентом:
- газів природних горючих (до 99,5 %),
- нафтових попутних (39—91 %),
- болотяних (понад 99 %) і рудникових (34—48 %) газів;
- присутній у газах грязьових вулканів (понад 95 %),
- спорадично зустрічається у вулканічних газах і в газах магматичних і метаморфічних порід.

Велика кількість метану розчинена у водах океанів, морів, озер. Середній вміст метану у водах Світового океану близько 10−2 см³/л, загальна кількість — 14·1012 м³. Кількість метану, розчиненого у пластових водах, на декілька порядків вища від його промислових запасів.
Метан присутній також в атмосферах Землі, Марса, Юпітера, Сатурна, Урана; в газах поверхневого ґрунту Місяця. Метан, який досягає поверхні й атмосфери, називають атмосферний метан. Основна маса метану літо- і гідросфери Землі утворилася при біохімічній і термокаталітичній деструкції розсіяної органічної речовини, вугілля і нафт. Метан утворюється при анаеробному розкладанні органічних речовин, зокрема целюлози (метанове бродіння).
В природі Землі метан досить поширений. Горючі природні гази складаються на 90—97 % з метану. Він утворює багато родовищ, з яких добувається і по газопроводах подається до місця використання. На дні боліт і ставків метан утворюється внаслідок розкладу залишків рослин без доступу повітря. Тому його називають ще болотним газом. Під назвою «рудниковий газ» метан нагромаджується у вугільних шахтах, внаслідок виділення з пластів вугілля і супутніх порід, в яких знаходиться у вільному та зв'язаному вигляді. На діючих шахтах спостерігається виділення метану з вугільних пластів у обсязі до 70−80 м³/т с. б. м. (т с. б. м. — тонна сухої беззольної маси), що робить економічно доцільним його самостійне або супутнє (дегазація) видобування з вугільних родовищ.
Рудниковий газ дуже небезпечний, оскільки з повітрям може утворювати вибухову суміш. Найвибухонебезпечніші концентрації метану у повітрі — 9—14 %.
Основний компонент природних (77—99 %), супутніх нафтових (31—90 %), рудникового та болотяного газів. Є парниковим газом.
При низьких температурах метан утворює сполуки включення — газові гідрати, що широко розповсюджені в природі.
Газові гідрати — тверді кристалічні речовини густиною 880—890 кг/м³, схожі на сніг або лід. Гідратоутворення відбувається в пористому середовищі осадового чохла з формуванням газогідратних покладів.

## Фізичні властивості
Метан — безбарвний газ без запаху та смаку, майже у два рази легший від повітря. У воді малорозчинний. На повітрі або в атмосфері кисню він горить слабкосвітним полум'ям. Його суміш з повітрям або киснем вогне- та вибухонебезпечна.
Має густину за повітрям 0,555 (20 °C); молекулярна маса 16,04, tпл = −182,49 °C, tкип = −161,56 °C, критичний тиск 4,58 МПа, критична температура −82 °С, температура спалаху 87,8 °C, температура самозаймання 537,8 °C.

## Будова молекули
Молекулярна формула СН4. Структурна і електронна формули:
```
     Н
     |
 Н — С - Н
     |
     H
```

Молекула метану в декартових координатах (в ангстремах):
```
C     0.000000     0.000000     0.000000
H     0.000000     0.000000     1.089000
H     1.026719     0.000000    -0.363000
H    -0.513360    -0.889165    -0.363000
H    -0.513360     0.889165    -0.363000
```

Молекула метану у вигляді z-матриці:
```
C
H   1 1.089000     
H   1 1.089000  2  109.4710      
H   1 1.089000  2  109.4710  3  120.0000   
H   1 1.089000  2  109.4710  3 -120.0000
```

## Отримання
У лабораторіях метан можна одержати при нагріванні ацетату натрію з твердим гідроксидом натрію або при дії води на карбід алюмінію:
CH3COONa + NaOH → Na2CO3 + CH4 ↑
Al4C3 + 12H2O → 4Al(OH)3 + 3CH4 ↑

## Хімічні властивості
Перший член гомологічного ряду насичених (метанових) вуглеводнів. Метан являє собою малоактивну в хімічному відношенні речовину. При звичайних умовах він досить стійкий до дії кислот, лугів і окисників. Так, при пропусканні метану через розчин KMnO4, який є досить сильним окисником, він не окислюється і фіолетове забарвлення розчину не зникає. У реакції приєднання (сполучення) метан не вступає, оскільки в його молекулі всі чотири валентності атома вуглецю повністю насичені.
Для метану, як і інших насичених вуглеводнів, типовими є реакції заміщення, при яких атоми водню заміщаються атомами інших елементів або атомними групами. Характерна для метану також реакція з хлором, яка відбувається при звичайній температурі під впливом розсіяного світла (при прямому сонячному світлі може статися вибух). При цьому атоми водню в молекулі метану послідовно заміщаються атомами хлору:
- CH4 + Cl2 → CH3Cl + HCl
- CH3Cl + Cl2 → CH2Cl2 + HCl
- CH2Cl2 + Cl2 → CHCl3 + HCl
- CHCl3 + Cl2 → CCl4 + HCl

Внаслідок реакції утворюється суміш хлоропохідних метану.
Також вступає у реакцію сульфохлорування — взаємодію із сумішшю хлору та діоксиду сірки з утворенням метансульфохлориду:
{\displaystyle {\ce {H3C-H +SO2 +Cl2 ->H3C-SO2-Cl +HCl}}}
В атмосфері повітря метан горить безбарвним полум'ям з виділенням значної кількості тепла:
CH4 + 2O2 → СО2 + 2Н2О
З повітрям метан утворює вогненебезпечну вибухову суміш. При нагріванні метану без доступу повітря до температури вище 1000 °C він розкладається на елементи — на вуглець (сажу) і водень:
CH4 → С + 2Н2
При температурі 1500 °C без доступу кисню і наступному охолодженні відбувається піроліз метану до ацетилену і водню:
2CH4 → С2H2 + 3H2

## Застосування
Велика кількість метану використовується як зручне і дешеве паливо. Неповне спалювання метану дає сажу, яка йде на виготовлення друкарської фарби і як наповнювач каучуку, а при термічному розкладі (вище 1000 °C) одержують сажу і водень, який використовують для синтезу амоніаку. Продукт повного хлорування метану — тетрахлорид вуглецю CCl4 — є добрим розчинником жирів і застосовується для екстрагування жирів із зерен олійних рослин. Метан служить також вихідною речовиною для одержання ацетилену, метилового спирту і багатьох інших хімічних продуктів.
Метан (природний газ, стиснений природний газ — СПГ, CNG) як моторне пальне — найбезпечніший і екологічно чистий вид пального. Використання СПГ як моторного пального зростає завдяки низці переваг у порівнянні з бензиновим і дизельним паливом.

## Метан як рудниковий газ
З повітрям метан утворює вибухові суміші. При вмісті в повітрі до 5−6 % метан горить біля джерела тепла (температура запалення 650—750 °С), при вмісті 5—15,2(16) % — вибухає, понад 16 % — може горіти при припливі кисню, зниження при цьому концентрації метану вибухонебезпечне.
Метан має слабку наркотичну дію. ГДК 300 мг/м³. Виділення метану у виробітках шахт створює особливу небезпеку при видобутку вугілля. Розрізняють три форми виділення метану в гірничих виробках: звичайне, суфлярне і раптове. За метановістю, відповідно до «Правил безпеки у вугільних шахтах», шахти поділяють на п'ять категорій. Критерієм такого поділу є відносна метановість, тобто кількість метану в кубометрах, що виділяється за добу на 1 т середньодобового видобутку:
- з виділенням метану до 5 м³/т;
- 5—0 м³/т;
- 10—15 м³/т;
- надкатегорійні — понад 15 м³/т; небезпечні за суфлярними виділеннями.

Шахти, що розробляють пласти, небезпечні або загрозливі за раптовими викидами вугілля, газу й породи, належать до особливої категорії — небезпечних за раптовими викидами.
Перспективним вважається видобуток метану з вугільних пластів (Див. метаноносність вугільного пласта, метан вугільних родовищ). Наприкінці XX ст. цією проблемою тільки в США займалися науковці бл. 40 університетів, задіяно бл. 100 фірм. Перші промислові спроби використати попутний метан (при вуглевидобутку) провадяться і в Україні, на Донбасі. У промисловості метан застосовують для одержання синтезгазу, ацетилену, хлороформу, чотирихлористого вуглецю, технічного вуглецю та ін.
Продукти неповного окиснення метану є вихідними для виготовлення пластмас, використовуються в органічному синтезі.

## Цікаві факти
- Чорне море багате на поклади метану, вони виявлені на глибинах 300—1000 м. У центральній глибоководній частині моря запаси оцінюють у 20—30 трлн м³, а загалом у Чорному морі, за прогнозами геологів України і Росії, міститься 60—80 трлн м³ цього газу[10]. Очікувані запаси газу тільки в осадових породах в українській частині чорноморського дна — 7—10 трлн м³. Цього, при збереженні рівня споживання 2012 року, вистачить на сто років[10].